# 寒川町

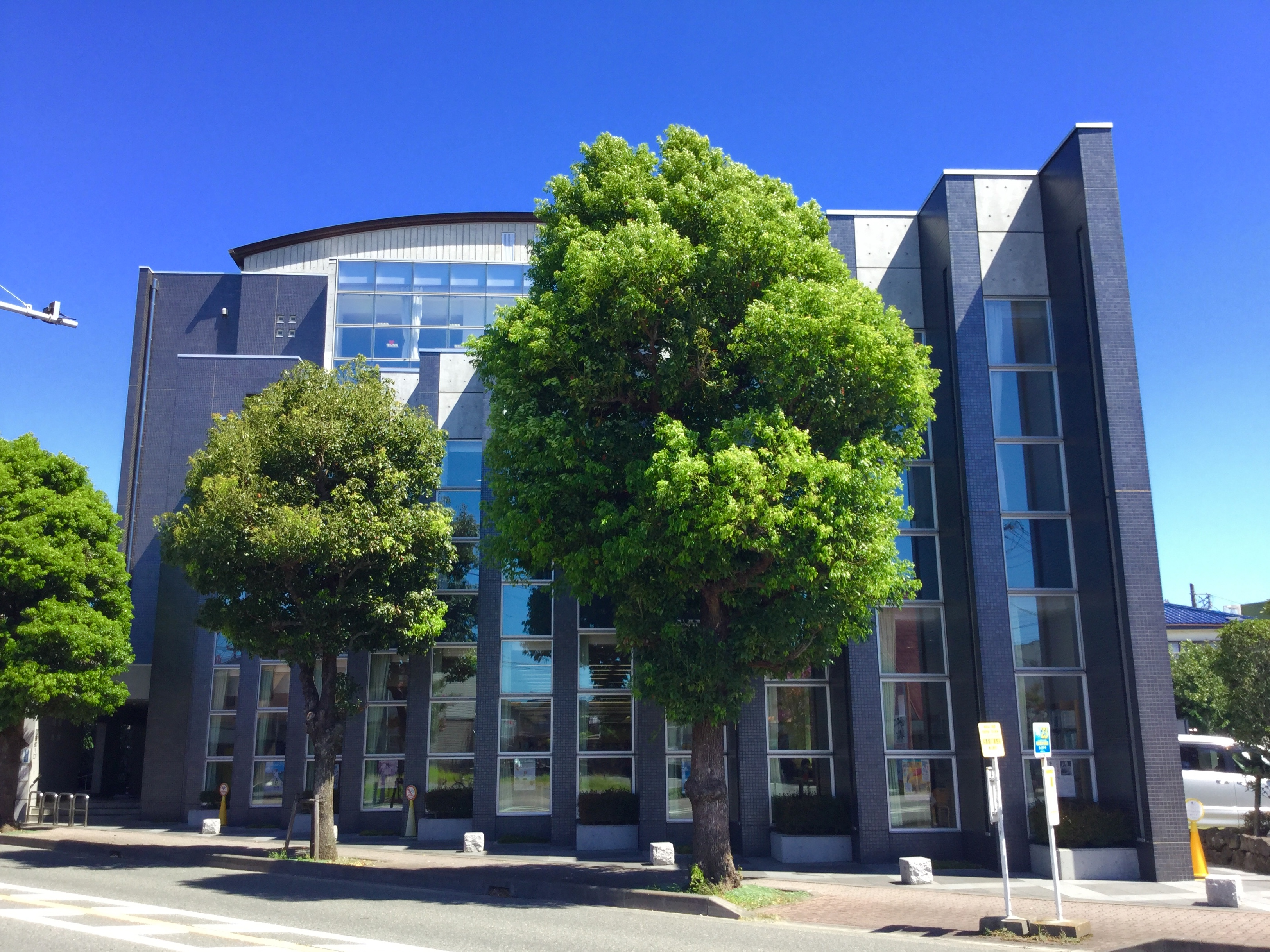
寒川総合図書館

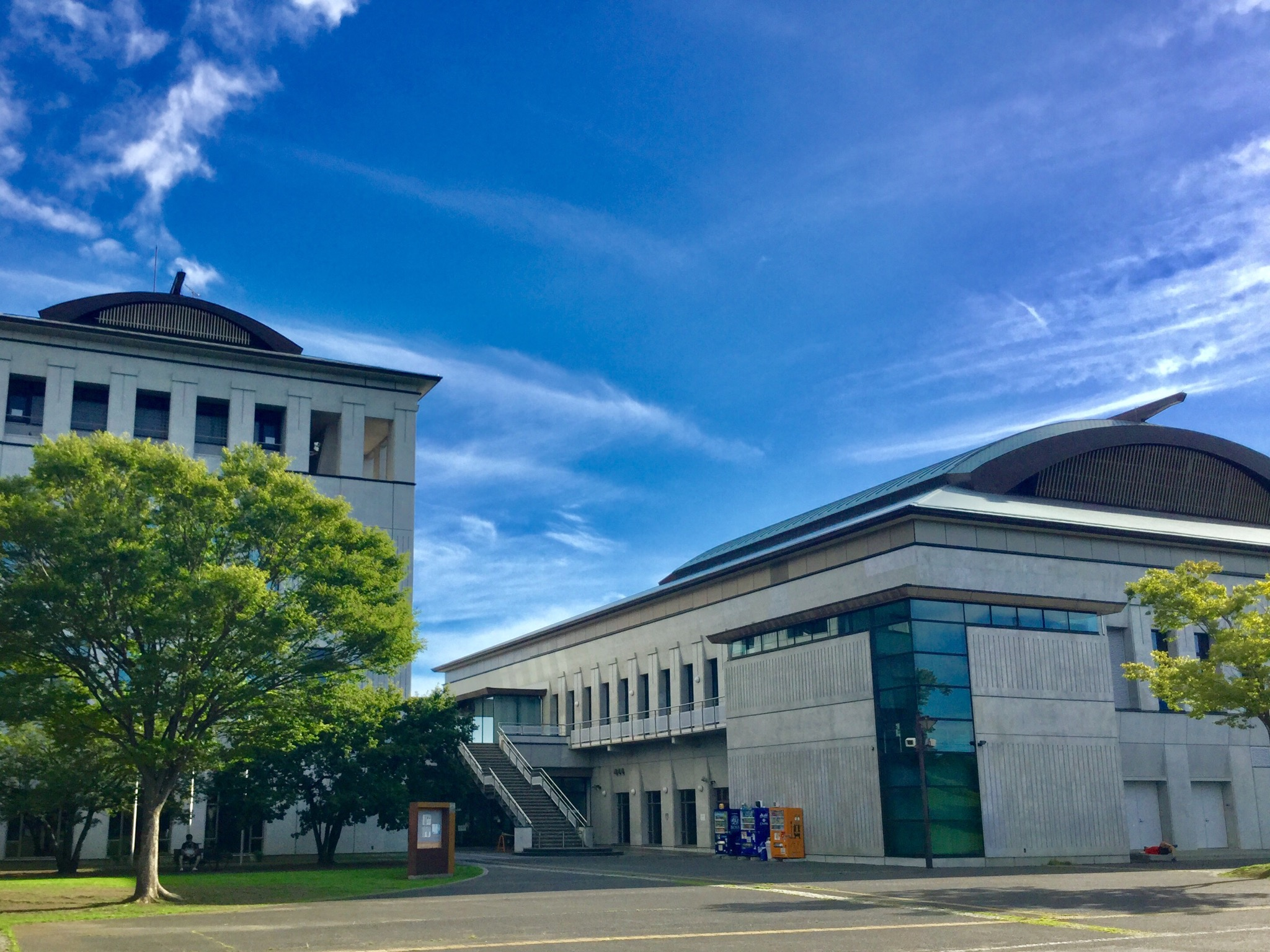
寒川総合体育館（シンコースポーツ寒川アリーナ）

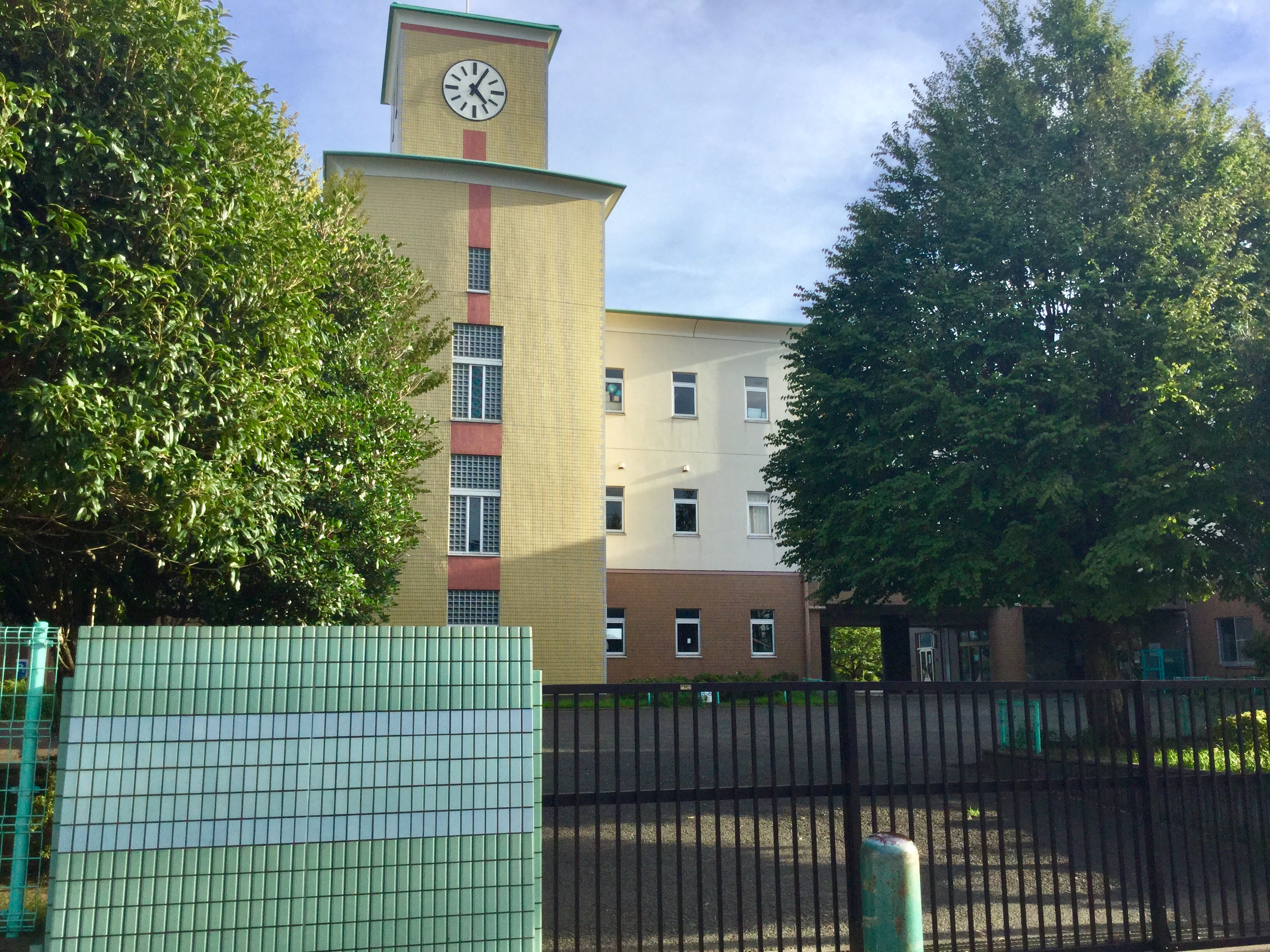
寒川町立南小学校

寒川町（さむかわまち）は、神奈川県の湘南地域北部に位置し、高座郡に属する町。相模国一之宮である寒川神社が町の中央に鎮座する。2024年4月4日現在、神奈川県内で最も人口の多い町であり、同県の三浦市、南足柄市を上回っている。また、関東地方では茨城県の阿見町に次いで2番目に人口の多い町である。

## 地理
相模川河口から上流に約6キロメートルの左岸に位置する。おおむね平坦で、東部は相模野台地の南西部にあたり、そのほかは相模川、目久尻川、小出川によって形成された沖積低地である。
- 河川: 相模川、目久尻川、小出川

## 歴史
- 1889年（明治22年）4月1日 - 町村制施行に伴い、高座郡一之宮村・中瀬村・岡田村・小谷村・大蔵村・小動村・宮山村・倉見村・田端村・下大曲村・大曲村が合併し、寒川村が成立する。
- 1921年（大正10年）9月28日 - 相模鉄道茅ケ崎駅 - 川寒川駅間が開通し、寒川駅・川寒川駅が開業する。
- 1922年（大正11年）5月10日 - 相模鉄道砂利支線（後の西寒川支線）が開通し、四之宮駅が開業する。
- 1940年（昭和15年）11月1日 - 町制施行により、寒川町となる。
- 1944年（昭和19年）6月1日 - 相模鉄道が国有化され、運輸通信省鉄道総局管轄（後に日本国有鉄道）の相模線となる。
- 1984年（昭和59年）3月31日 - 西寒川支線が廃止される。
- 1991年（平成3年）3月16日 - 相模線全線が電化される。
- 2002年（平成14年） 
  - 1月 -  平成の大合併にて平塚市、藤沢市、茅ヶ崎市、大磯町、二宮町との6市町による湘南市への合併構想のための『湘南市研究会』が発足。しかし、翌年4月にの第15回統一地方選挙にて平塚市と茅ヶ崎市にて推進派の現職を破って、反対する候補が当選した。そのため、湘南市研究会は2003年5月26日に解散された[2]。
  - 9月25日 - 旧相模海軍工廠跡地の工事現場でマスタードガスが入ったガラス瓶が発見される[3]。
- 2014年（平成26年）3月19日 - 通勤通学や経済活動など地域的な繋がりが強い茅ヶ崎市と広域連携を推進することが共同発表された[4]。

## 人口
現在、茨城県阿見町が東日本で最も人口が多い町であり寒川町はそれに次ぐ二番目に人口が多い町である。神奈川県内における市町村の人口順位では、都心方面に直通する鉄道路線がある逗子市に次ぐ規模。人口密度は施行時特例市である厚木市より高い約3,600人/km2である。
| |                                        |  |
| 寒川町と全国の年齢別人口分布（2005年） | 寒川町の年齢・男女別人口分布（2005年） |  |
| ■紫色 ― 寒川町 ■緑色 ― 日本全国 | ■青色 ― 男性 ■赤色 ― 女性              |  |
| 寒川町（に相当する地域）の人口の推移 \| 1970年（昭和45年） \| 22,946人 \| \| \| 1975年（昭和50年） \| 30,696人 \| \| \| 1980年（昭和55年） \| 36,417人 \| \| \| 1985年（昭和60年） \| 40,141人 \| \| \| 1990年（平成2年） \| 44,532人 \| \| \| 1995年（平成7年） \| 47,438人 \| \| \| 2000年（平成12年） \| 46,369人 \| \| \| 2005年（平成17年） \| 47,457人 \| \| \| 2010年（平成22年） \| 47,672人 \| \| \| 2015年（平成27年） \| 47,936人 \| \| \| 2020年（令和2年） \| 48,348人 \| \| |                                        |  |
| 総務省統計局 国勢調査より |                                        |  |
| 1970年（昭和45年） | 22,946人                               |  |
| 1975年（昭和50年） | 30,696人                               |  |
| 1980年（昭和55年） | 36,417人                               |  |
| 1985年（昭和60年） | 40,141人                               |  |
| 1990年（平成2年） | 44,532人                               |  |
| 1995年（平成7年） | 47,438人                               |  |
| 2000年（平成12年） | 46,369人                               |  |
| 2005年（平成17年） | 47,457人                               |  |
| 2010年（平成22年） | 47,672人                               |  |
| 2015年（平成27年） | 47,936人                               |  |
| 2020年（令和2年） | 48,348人                               |  |

## 地域
寒川町では、一部の区域で住居表示に関する法律に基づく住居表示が実施されている。住居表示実施前の町名等欄で下線がある町名はその全部、それ以外はその一部である。
| 町名         | 町名の読み | 町区域新設年月日 | 住居表示実施年月日 | 住居表示実施前の町名等 | 備考 |
| ------------ | ---------- | ---------------- | ------------------ | ---------------------- | ---- |
| 田端         | たばた     | 1889年4月1日     | 未実施             |                        |      |
| 一之宮       | いちのみや | 1889年4月1日     | 未実施             |                        |      |
| 一之宮一丁目 | いちのみや | 1990年10月29日   | 1990年10月29日     | 一之宮、中瀬、岡田     |      |
| 一之宮二丁目 | いちのみや | 1990年10月29日   | 1990年10月29日     | 一之宮                 |      |
| 一之宮三丁目 | いちのみや | 1988年10月31日   | 1988年10月31日     | 一之宮                 |      |
| 一之宮四丁目 | いちのみや | 1988年10月31日   | 1988年10月31日     | 一之宮                 |      |
| 一之宮五丁目 | いちのみや | 1988年10月31日   | 1988年10月31日     | 一之宮、宮山           |      |
| 一之宮六丁目 | いちのみや | 1988年10月31日   | 1988年10月31日     | 一之宮、田端           |      |
| 一之宮七丁目 | いちのみや | 1988年10月31日   | 1988年10月31日     | 一之宮、田端           |      |
| 一之宮八丁目 | いちのみや | 1990年10月29日   | 1990年10月29日     | 一之宮                 |      |
| 一之宮九丁目 | いちのみや | 1990年10月29日   | 1990年10月29日     | 一之宮                 |      |
| 中瀬         | なかぜ     | 1990年10月29日   | 1990年10月29日     | 中瀬、一之宮           |      |
| 大曲         | おおまがり | 1889年4月1日     | 未実施             |                        |      |
| 大曲一丁目   | おおまがり | 1991年10月28日   | 1991年10月28日     | 大曲                   |      |
| 大曲二丁目   | おおまがり | 1991年10月28日   | 1991年10月28日     | 大曲、下大曲           |      |
| 大曲三丁目   | おおまがり | 1991年10月28日   | 1991年10月28日     | 大曲、下大曲、田端     |      |
| 大曲四丁目   | おおまがり | 1991年10月28日   | 1991年10月28日     | 大曲、下大曲           |      |
| 岡田         | おかだ     | 1889年4月1日     | 未実施             |                        |      |
| 岡田三丁目   | おかだ     | 1986年10月20日   | 1986年10月20日     | 岡田、大蔵、小谷       |      |
| 岡田四丁目   | おかだ     | 1986年10月20日   | 1986年10月20日     | 岡田、大蔵             |      |
| 岡田五丁目   | おかだ     | 1986年10月20日   | 1986年10月20日     | 岡田、大蔵、小谷       |      |
| 岡田六丁目   | おかだ     | 1986年10月20日   | 1986年10月20日     | 岡田、大蔵、小谷、宮山 |      |
| 岡田七丁目   | おかだ     | 1986年10月20日   | 1986年10月20日     | 岡田、大蔵、小谷       |      |
| 岡田八丁目   | おかだ     | 1986年10月20日   | 1986年10月20日     | 岡田、大蔵             |      |
| 大蔵         | おおぞう   | 1889年4月1日     | 未実施             |                        |      |
| 小谷         | こやと     | 1889年4月1日     | 未実施             |                        |      |
| 小谷一丁目   | こやと     | 1987年10月26日   | 1987年10月26日     | 小谷、岡田、大蔵       |      |
| 小谷二丁目   | こやと     | 1987年10月26日   | 1987年10月26日     | 小谷、岡田             |      |
| 小谷三丁目   | こやと     | 1987年10月26日   | 1987年10月26日     | 小谷、岡田、宮山、大蔵 |      |
| 小谷四丁目   | こやと     | 1987年10月26日   | 1987年10月26日     | 小谷、岡田、大蔵       |      |
| 小動         | こゆるぎ   | 1889年4月1日     | 未実施             |                        |      |
| 宮山         | みややま   | 1889年4月1日     | 未実施             |                        |      |
| 倉見         | くらみ     | 1889年4月1日     | 未実施             |                        |      |

## 行政

### 町長
- 木村俊雄（きむらとしお）（2011年（平成23年）9月11日就任）[5]

### 消防
- 茅ヶ崎市消防本部寒川分署

### 県の行政機関
- 湘南地域県政総合センター（寒川町、藤沢市、平塚市、茅ヶ崎市、秦野市、伊勢原市、中郡大磯町・二宮町）
- 神奈川県藤沢県税事務所（寒川町、藤沢市、茅ヶ崎市）
- 神奈川県中央児童相談所（寒川町、平塚市、藤沢市、茅ヶ崎市、大和市）
- 茅ケ崎警察署

## 立法

### 町政
- 定数：18人
- 任期：4年
- 選挙区：市全体を1選挙区とする大選挙区制（単記非移譲式）
- 議長：天利薫（さむかわ自民党）
- 副議長：吉田悟朗（さむかわ自民党）

### 県政
寒川町(高座郡)から選出される神奈川県議会議員の定数は1議席である。

### 国政
衆議院
寒川町は、藤沢市と構成される神奈川12区が選挙区となる。
参議院
寒川町は、参議院 南関東ブロック・神奈川選挙区に属する。
なお、当選挙区の参議院選挙比例代表区選出議員についての詳細は、神奈川県選挙区を参照のこと。

## 司法
- 横浜地方裁判所（管轄地：寒川町・横浜市・鎌倉市・藤沢市・茅ヶ崎市・大和市・海老名市・綾瀬市）
- 横浜家庭裁判所（管轄地：寒川町・横浜市・鎌倉市・藤沢市・茅ヶ崎市・大和市・海老名市・綾瀬市）
- 藤沢簡易裁判所（管轄地：寒川町・藤沢市・茅ヶ崎市・大和市・海老名市・綾瀬市）

## 経済

### 産業
2019年の製造品出荷額等は約4,000億円であり神奈川県の市町村で10番目に多く、隣接する海老名市、茅ヶ崎市を上回る。人口一人当たりでは、神奈川県の市町村で最も高い。
工業化の進展が見られたのは、1921年相鉄寒川駅敷設後、1938年に国策会社の昭和産業が一之宮に進出したのが始まり。その後、1941年に日本内燃機の工場が町中央部に置かれ、農業主体からの転換が見られた。
高度経済成長期には、町主体で積極的な工場誘致を進め、1955年に当時対岸の大野町の飛び地を編入し工業団地を造営。以後、今日まで続く町の財政基盤が築かれた。
半導体製造プロセスで使われるフォトレジストの製造で世界トップ級のシェアを誇る東京応化工業の相模事業所は同社の研究開発の拠点となっている。アズビルの湘南工場は、同社のマザー工場に位置付けられている。
食品関係では、午後の紅茶等の主力製品を製造するキリンビバレッジの湘南工場が倉見地区にある。また、一之宮ではパスコのブランドで知られる敷島製パンの湘南工場がある。
物流施設では、倉見地区内に高級スーパー成城石井のワインセラーがあり、首都圏の各店舗に配送されている。2019年にはオーケーの物流センターが開設された。
東急不動産によるLOGI'Qが2023年に開業、2024年には東京建物によるT-LOGIが開業予定である。
- 日産工機本社

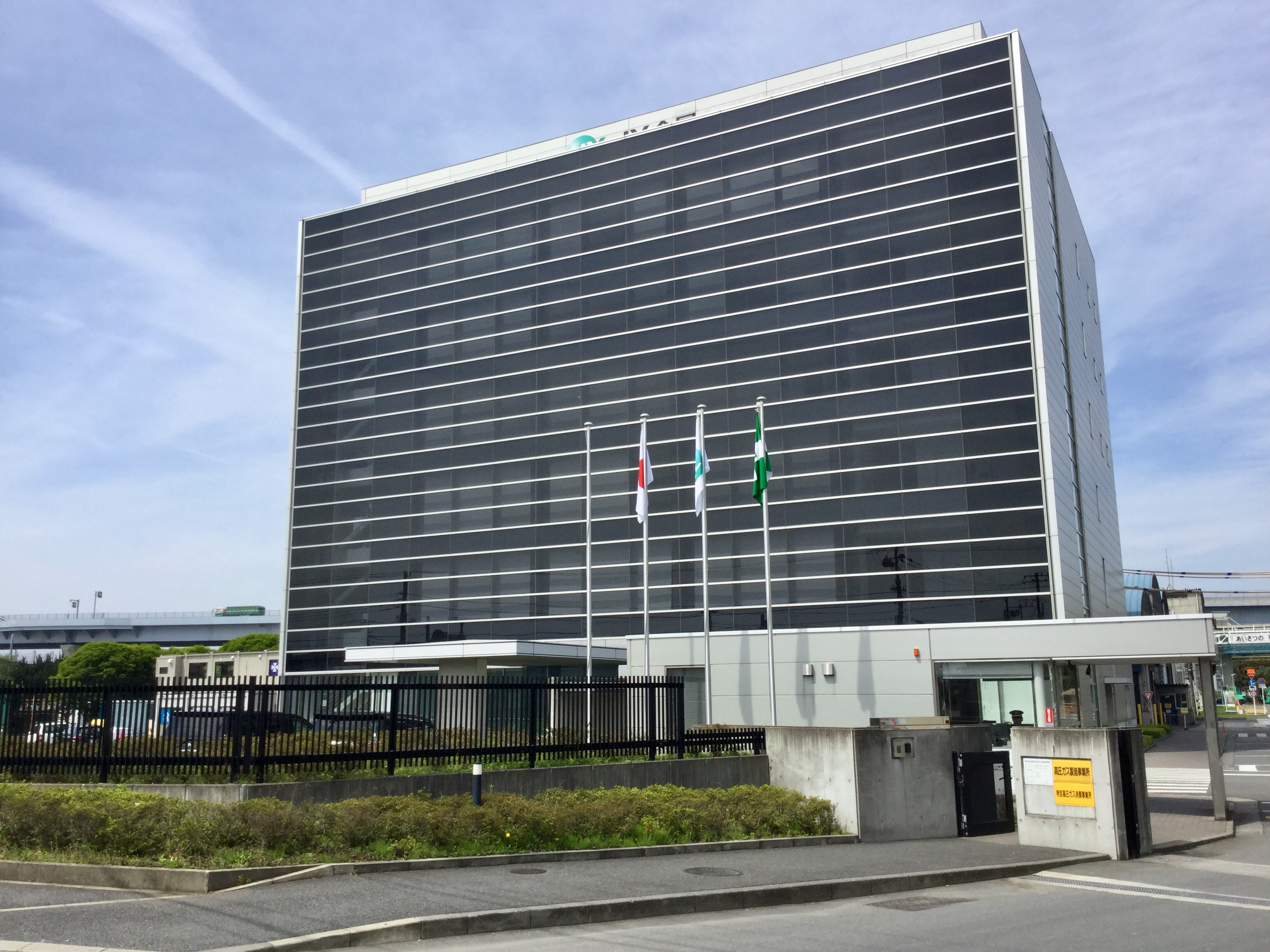
JX金属倉見工場

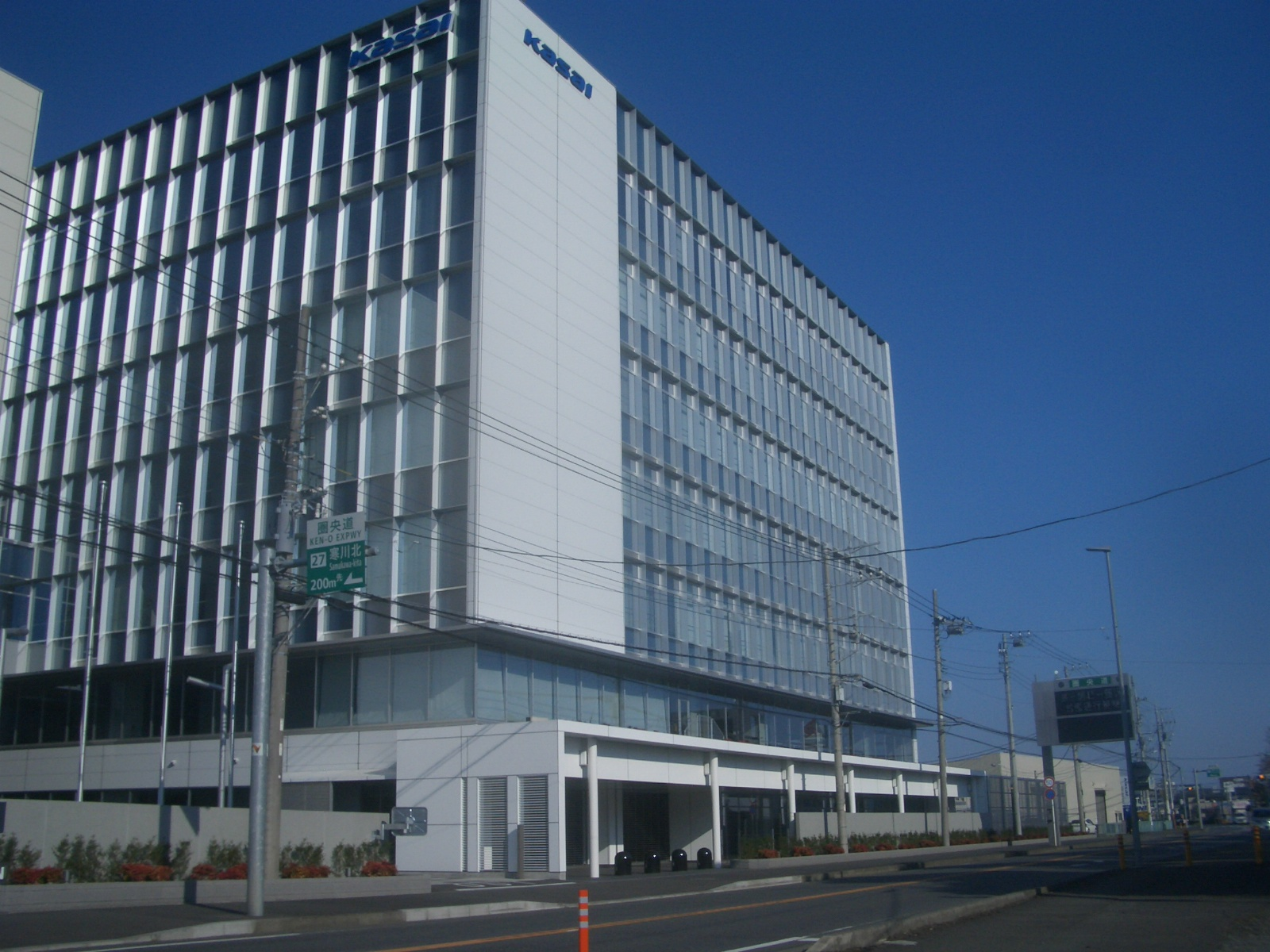
河西工業本社

- キリンビバレッジ湘南工場(旧名キリンレモン湘南工場)
- JX金属倉見工場
- 河西工業本社
- 日立物流神奈川営業部
  - 成城石井関東物流センター
- 日東化工本社
- 旭ファイバーグラス湘南工場
- 東京応化工業相模事業所・湘南工場
- アズビル湘南工場
- 新明和工業寒川工場
- レンゴー湘南工場
- 敷島製パンパスコ湘南工場
- スズケン神奈川物流センター
- 寒川浄水場

#### かつてあった企業
- 東洋通信機(エプソントヨコム)相模事業所

その他にも全域に各種の工場が点在し神奈川県内陸工業地帯の中核をなす。また、農業では特にスイートピー等の花卉栽培が盛んである。

### 商業
町内にはスーパーマーケットやドラッグストアが複数店舗あり、生活に必要な日用必需品を購入することができる。現在、大型ショッピングモールはないものの町中心部から半径10km圏内には、ららぽーと海老名、テラスモール湘南、ららぽーと湘南平塚、ジ・アウトレット湘南平塚等複数が立地しており、いずれも概ね20～30分程度でアクセス可能である。
町中央にあるJAさがみの農産物直売所である「わいわい市 寒川店」は、地元の農産物を購入できることから人気があり、2010年にはJA直売店の単位面積あたりの売上が日本一となったことがある。

## 姉妹都市・提携都市

### 国内
- 寒河江市（山形県）
  - 1990年11月1日友好都市提携

## 教育

### 小学校
- 寒川町立旭小学校
- 寒川町立一之宮小学校
- 寒川町立小谷小学校
- 寒川町立寒川小学校
- 寒川町立南小学校

### 中学校
- 寒川町立旭が丘中学校
- 寒川町立寒川中学校
- 寒川町立寒川東中学校

### 高等学校
- 神奈川県立寒川高等学校

## 交通

### 鉄道
東日本旅客鉄道（JR東日本）
■相模線
- - 寒川駅 - 宮山駅 - 倉見駅 -

計画中の路線
- 東海道新幹線の新駅設置
  - 新横浜駅-小田原駅間の中間地点である倉見地区への新駅設置計画。1996年に神奈川県、経済団体及び近隣市と共に「神奈川県東海道新幹線新駅設置促進期成同盟会」を結成。2002年には、新駅設置に伴う都市基盤の整備のため「ツインシティ整備計画」が策定された。2010年には、JR東海によるリニア中央新幹線の整備に伴う、東海道新幹線の輸送密度緩和における新規需要創出等により、新駅が設置される可能性が明らかになった[11]。新駅の設置が計画されている「ツインシティ地区」周辺には、企業や大学等の大型事業所や研究開発機関が多く立地しており、新駅設置に伴い藤沢市や厚木市に代表される神奈川県中央部の「県央・湘南都市圏」から羽田空港があり、首都圏における国際的な窓口となっている品川駅周辺及び、官庁街である東京駅周辺へのアクセスの強化が期待されている。また、鎌倉・湘南方面や丹沢・大山方面、Jリーグ・湘南ベルマーレのホームスタジアム等へも至近距離にあり、観光需要の創出も期待される[12]。なお、新駅設置計画がある「ツインシティ地区」は、神奈川県における全国との交流・提携の窓口として「南のゲート」と位置づけられており、リニア中央新幹線の駅が設置される橋本駅周辺の「北のゲート」と共に対をなす計画となっている。
- 相鉄いずみ野線の延伸
  - 東海道新幹線の新駅設置に伴う、相鉄いずみ野線(二俣川〜湘南台)「ツインシティ整備計画」がある倉見地区への延伸が計画されている。藤沢市の湘南台駅から慶應義塾大学湘南藤沢キャンパス付近を通過し、倉見駅までの約8km。2016年の国土交通省における交通政策審議会の「東京圏における今後の都市鉄道のあり方について」の答申において、2030年までに整備すべき24路線の一つに位置づけられた。現在は慶應義塾大学湘南藤沢キャンパス付近までの約3.3kmを第一区間と定め、先行整備する計画が進められている[13]。この延伸計画により、東海道新幹線の新駅設置計画がある「ツインシティ地区」と横浜駅方面及び、神奈川東部方面線に伴う都心方面へのアクセスの強化が期待されている[14]。

過去に存在した路線
日本国有鉄道（元・相模鉄道）
- 寒川支線（四之宮支線）： - 西寒川駅（1984年廃止） -
- 川寒川支線： - 川寒川駅（貨物駅、1931年廃止）

### バス

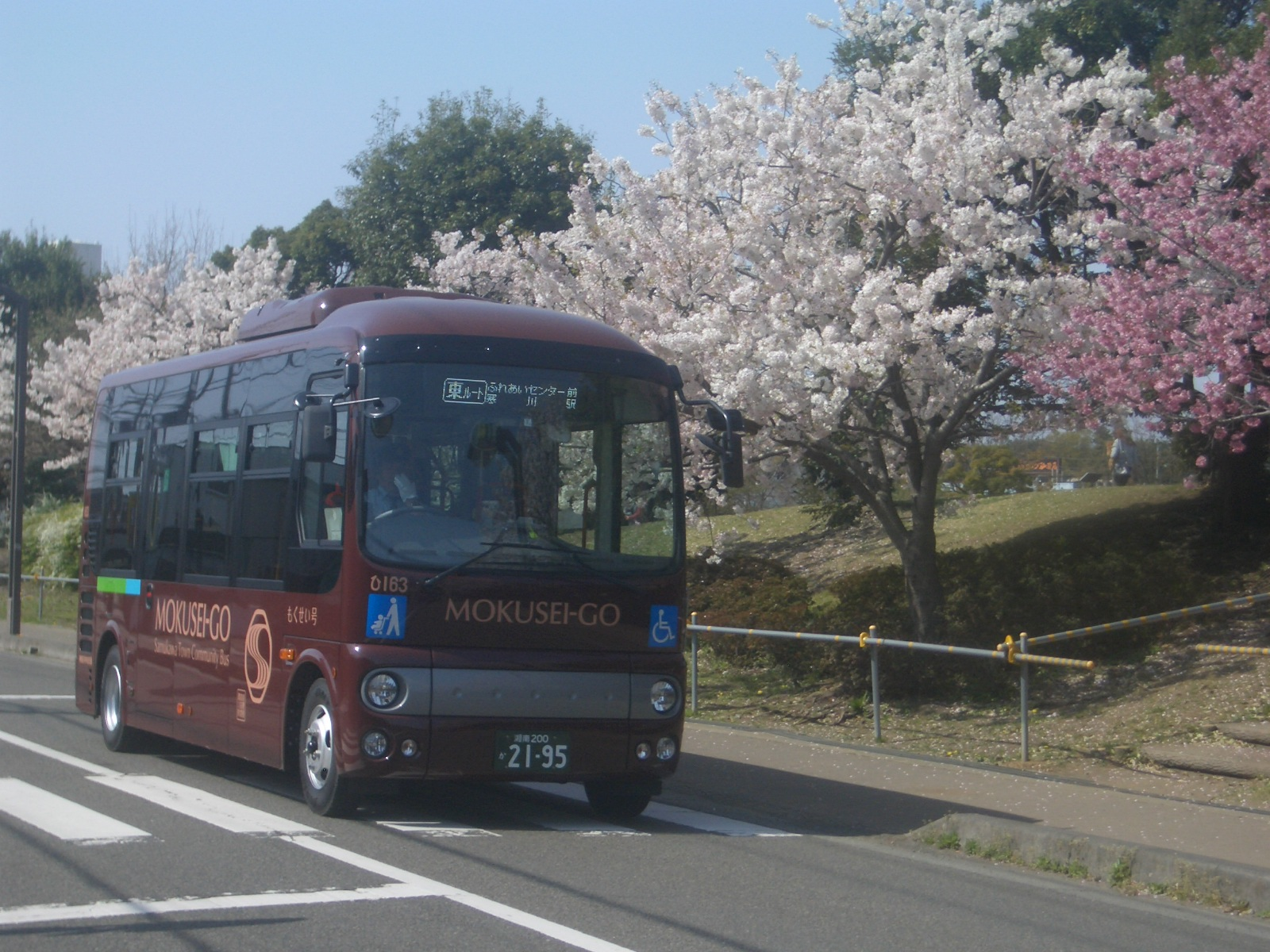
寒川町コミュニティバス「もくせい号」

#### 路線バス
- 神奈川中央交通
  - 茅ヶ崎営業所
  - 平塚営業所
- 相鉄バス
  - 綾瀬営業所
- 寒川町コミュニティバス「もくせい号」

備考
- 年末年始（12月31日から1月3日）には寒川神社への直通バスが、相鉄バスより海老名駅から、神奈川中央交通より茅ケ崎駅、本厚木駅から、それぞれ運行されている。

### 道路

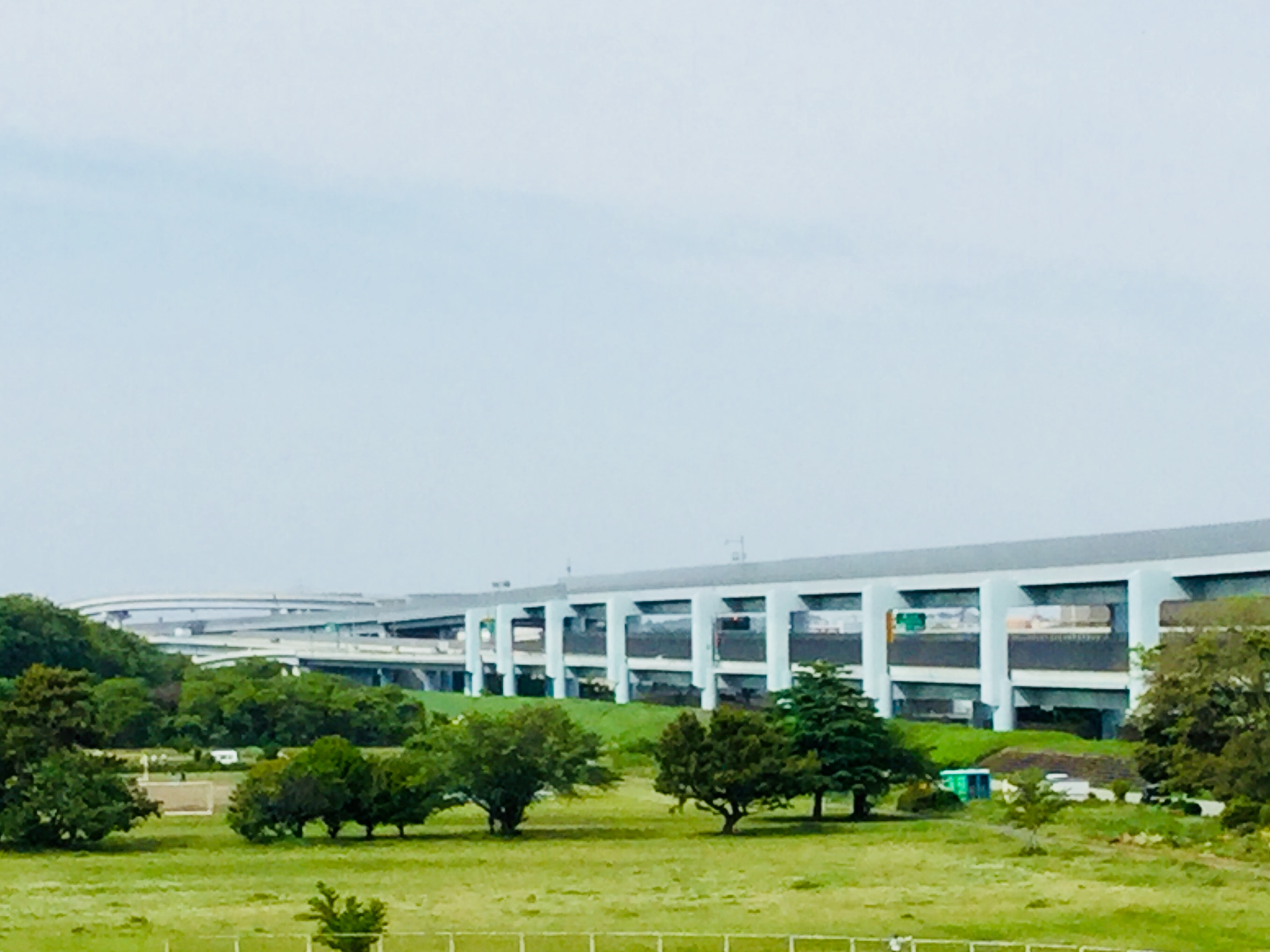
圏央道（寒川南IC-寒川北IC間）

#### 高速道路
中日本高速道路（NEXCO中日本）
C4 首都圏中央連絡自動車道（圏央道）
- - 寒川南IC - 寒川北IC-

#### 都道府県道
- 神奈川県道44号伊勢原藤沢線
- 神奈川県道45号丸子中山茅ヶ崎線
- 神奈川県道46号相模原茅ヶ崎線
- 神奈川県道47号藤沢平塚線

## 名所・旧跡・観光スポット・祭事・催事
- 寒川神社（相模國一之宮）

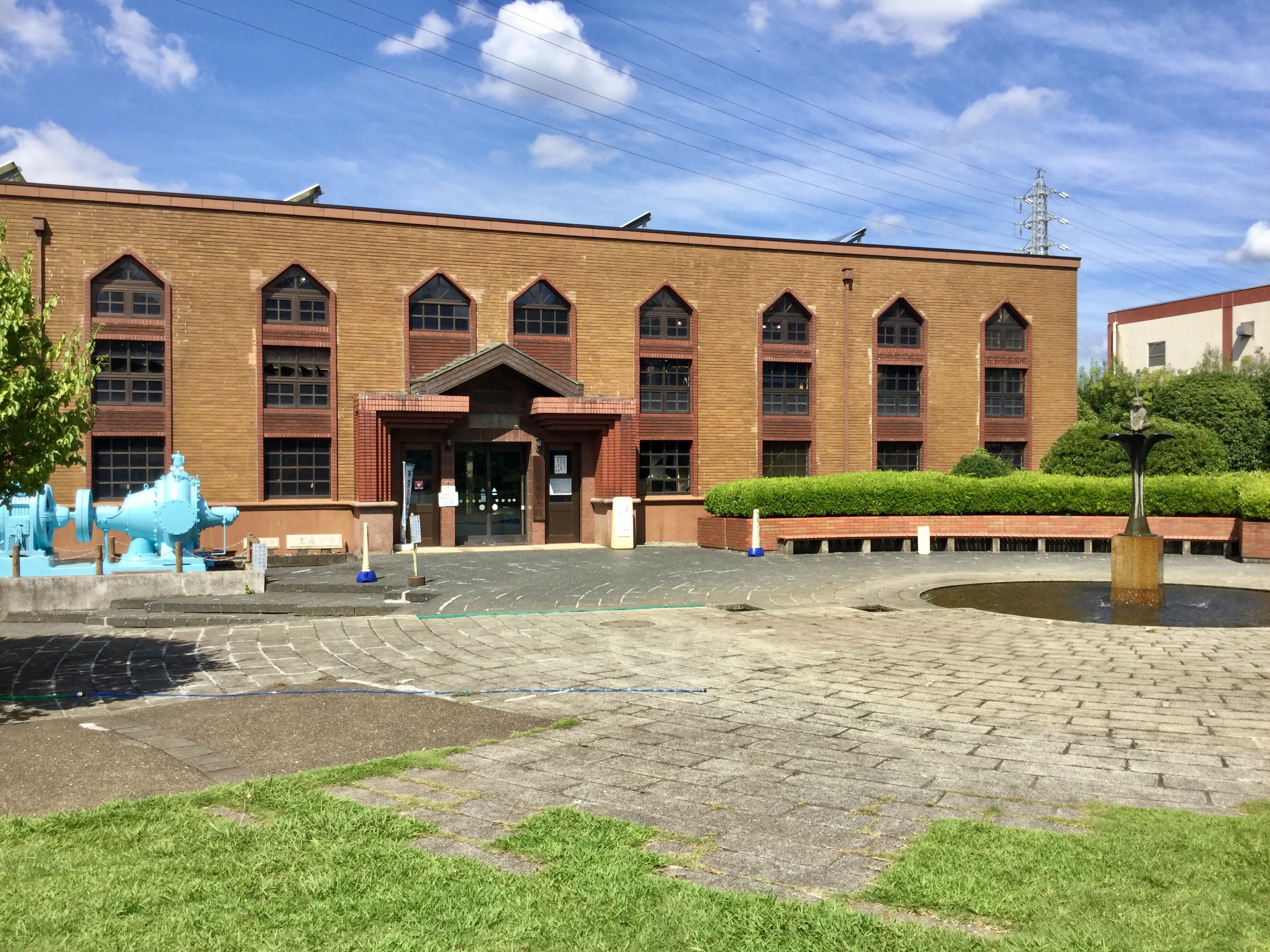
神奈川県水道記念館

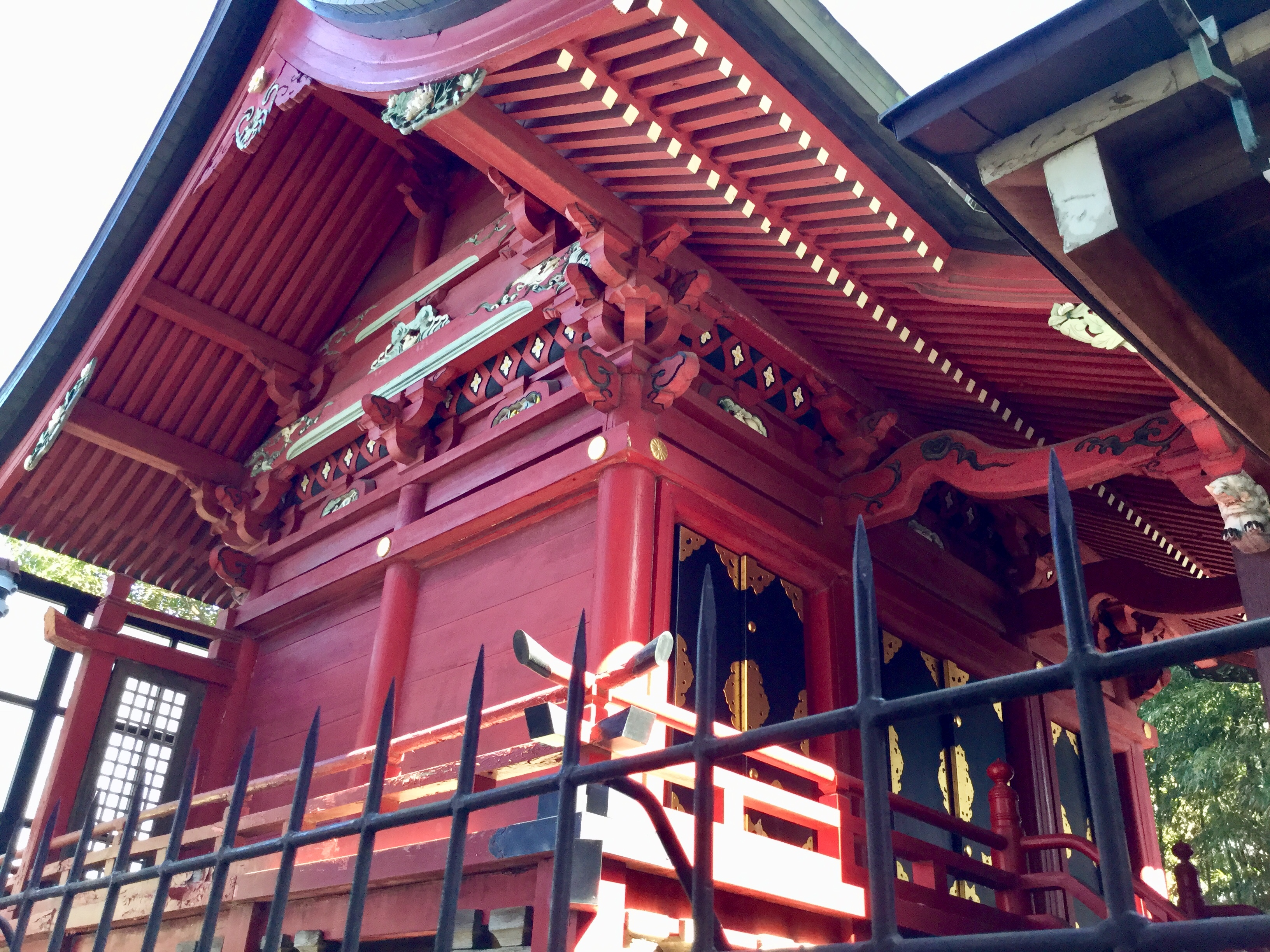
旧・寒川神社本殿（寛保元年（1741年）造営、現・倉見神社本殿）

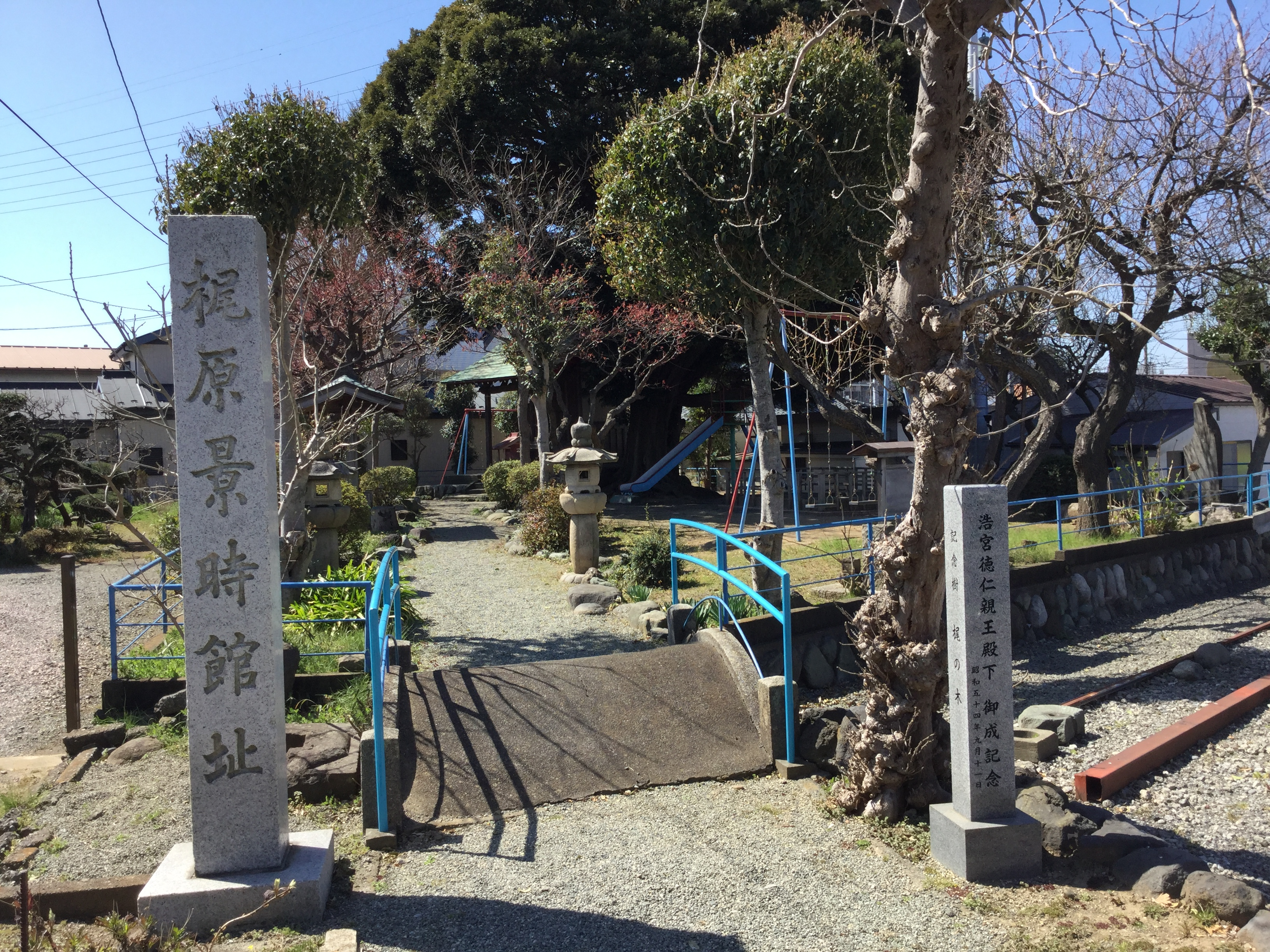
「梶原景時館址碑」、「1979年9月11日浩宮徳仁親王殿下御成記念碑」

- 倉見神社：町内最古の木造建築で、江戸時代の寛保元年（1741年）に造営された旧・寒川神社本殿がある。
- 梶原景時館跡
- 神奈川県水道記念館：日本で初めて県営による広域水道を実現した神奈川県営水道の施設。
- 越の山横穴墓群：7世紀ごろの大規模横穴式墓群。
- 岡田遺跡：日本最大級の縄文住居群遺跡。県営住宅建設のため、調査・発掘の後埋め戻された。出土物の一部が、町の文化財センター等に保管されている。
- 浜降祭：毎年、海の日に開かれる湘南地域一体となった祭り。その昔、寒川神社の神輿が諍いから相模川に流され、しばらく後に御神体が南湖の海で発見された。このことから、神輿を救ってくれた海で禊を行うことにより、海への感謝と畏怖の念、そして穢れを祓い清めることを目的としている。事の経緯から、寒川神社が中心となって執り行われる。
- 相模海軍工廠跡

## 出身有名人

### 出身者
- 阿諏訪泰義(お笑い芸人)
- 志田光(プロレスラー)
- 髙部瑛斗（プロ野球選手：千葉ロッテマリーンズ）
- 吉田吉蔵(吉田カバン創業者)
- 佐藤龍二(競輪選手)
- 畠山紗英(BMX2020年東京オリンピック日本代表)
- 甲萌香(バレーボール選手：NECレッドロケッツ）
- 佐土原遼(プロバスケットボール選手：広島ドラゴンフライズ)
- 寒川一之(漫画家)
- あべ善太(味いちもんめ原作者)
- 木村俊雄(政治家)

### ゆかりのある人物
- 梶原景時 : 鎌倉時代の武将、有力御家人。一之宮に館を構える。
- 井上有一：書道家。寒川町立旭小学校校長を務めた後、晩年は倉見に移住し自宅兼アトリエで創作活動を続ける。
- いっこく堂 : 腹話術師。誕生から5歳までを寒川町で過ごす。

## 備考
- 文政5年（1822年）に相模国一之宮村の名主、入沢博篤が寒川神社に算額を奉納した。その内容は、後に「ノーベル化学賞」を受賞したフレデリック・ソディが1936年に発表した「六球連鎖の定理」と同じであり、入沢博篤の方が100年以上早い発見となる。この算額は、当時の日本の和算の水準の高さ、及び、庶民の知的・教育水準の高さを示すものとして世界的に知られる。なお、入沢博篤は、渡辺崋山の『游相日記』に厚木周辺の富豪として、「日野屋新太郎」の名で登場している。

- かつて香川県に同じ字を書く町があった（現・さぬき市）が、こちらの読みは「さんがわちょう」であった。また、愛媛県にも同じ字を書く町（現・四国中央市）があったが、こちらも「さんがわちょう」であった。

- 町や属する神奈川県では、東海道新幹線において新横浜駅と小田原駅の駅間距離が51.2kmと長いため、当町倉見付近に新駅（相模新駅）を誘致している。JR東海は列車本数や駅の位置、ダイヤ上の観点から実現が難しいとしていたが、2010年に中央リニア新幹線の開業後、新駅開設を検討していると明らかにした。